# Belinda Vega Gutiérrez
Belinda Vidina Vega Gutiérrez, nació en Las Palmas de Gran Canaria, el 10 de noviembre de 1985, es una Maestra Internacional Femenina de ajedrez canaria. Su hermana es la Gran Maestro Femenino Sabrina Vega Gutiérrez.

## Resultados destacados en competición
Comenzó a destacar en los campeonatos por edades, ha  sido campeona de España en los campeonatos sub-14 del año 1999, sub-16 del año 2001.
Participó representando a España en las Olimpíadas de ajedrez en una ocasión, en los años 2010 en Janti-Mansisk.